# El Ogro y el Pollo
El Ogro y el Pollo, fue una microserie animada en claymation chilena. Creada en 2009 por Cristián Louit, y trasmitida dentro de los comerciales de TVN.
Los 24 episodios estaban dirigidos a niños de entre 5 años y 8 años, los padres también podían participar estimulando el diálogo en familia en torno a los valores de la convivencia.

## Personajes
- Ogro: es un ogro grande de color azul que se comporta de mala forma, aunque al final siempre aprende la lección de su amigo el Pollo.
- Pollo: es un pollo pequeño de color amarillo, maestro en la historia. Busca educar a Ogro.

## Inicios del proyecto
La iniciativa de promover valores surgió hacia 1994 inspirado por el Padre Mario Zañartu, para favorecer la construcción de un Chile solidario y justo. Desde ese año se realizaron seminarios sobre ética y comunicación donde se generaron propuestas para trabajar la promoción de valores en el ámbito de la educación y las comunicaciones.
Luego a mediados del año 1995, con el apoyo de publicistas, sociólogos y psicólogos se elaboró una propuesta comunicacional que se denominó "Campaña  por la Vida Buena", hacia mediado del año 1996 comenzaron a aparecer diversos comerciales que promovían actitudes de bien público, utilizando la más avanzada tecnología audiovisual. El Ogro y Pollito dos personajes de la campaña, eran dos muñecos robotizados, pero intensamente humanos que mostraban situaciones cotidianas donde estaban en juego los valores.
El año 2008 desde la productora Sólo por las Niñas y en conjunto con Jaime Carril de la Corporación Vida Buena, replantearon el proyecto y para ello reformularon tanto la técnica, la estética, como el tono para poder hacer una nueva campaña.

## Episodios
1. Respeto por la vida
2. Compartir
3. Vida sana
4. Honestidad
5. Cuidar el agua
6. Perseverancia
7. Aprecio a la comunidad
8. Mascotas
9. Responsabilidad
10. Autoestima
11. Tolerancia
12. No contaminar
13. Respeto
14. Colaborar
15. Sonreír
16. Confianza
17. Hacer las tareas
18. Ahorro de energía
19. Participación
20. No discriminar
21. Amabilidad
22. Cuídate
23. Solidaridad
24. Aprecio a la naturaleza[3]

## Premios
- Fondo CNTV 2008
- Mejor Campaña de Servicios Públicos Promax BDA Latinamerica 2010
- Best Public Service Announcement Campaign Promax BDA 2011
- Mejor Campaña Publicitaria Infantil Premio QueVeo 2010
- 2.º Lugar Campaña Publicitaria Infantil Premio QueVeo 2011
- Mejor Personaje(s) Festival Chilemonos 2012

## Enlaces
- El Ogro y el Pollo en Internet Movie Database (en inglés).

- Datos: Q26928088